# 空気入れ

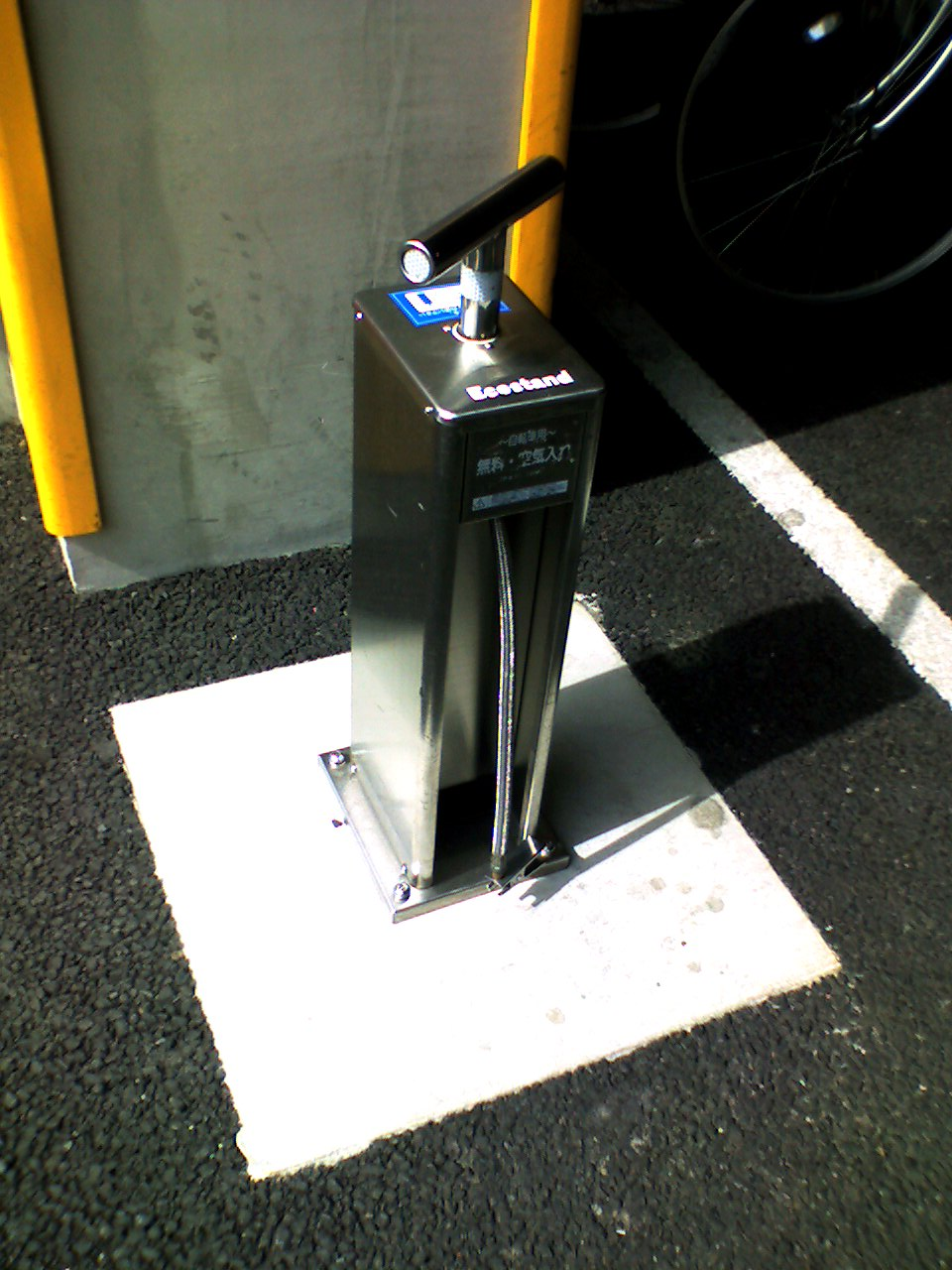
固定型の空気入れ

空気入れ（くうきいれ）は、一般には人力で操作する手動式（あるいは足踏み式）の空気充填機。自転車等のタイヤやボール等に空気を入れる際に用いる。「空気ポンプ」ともいう（ポンプであるが気体の移送ではなく圧縮・充填に用いる）。
なお、ボンベに入れたガスを使う空気充填機はインフレータ（英: inflater）、電動モーターまたはエンジンを使用する空気充填機はコンプレッサと呼ばれ区別されることが多い。

## 概要
一般的な空気入れは、円筒形のシリンダー部分、シリンダー内部のピストンに接続されたT字型のハンドル、シリンダ部分から伸びるホースで構成されており、ホースの先に空気を入れる対象に合った口金が付けられるようになっている。口金のうち自転車のバルブ（一般的に使用されている英式バルブ）に接続するものはそのトンボに似た形状から「トンボ口」と呼ばれる。
なお、一般的な空気入れはハンドルを押し込んだ際にのみ空気が入るが、最近ではハンドルを引いた際にもホースから空気が出るような機構をもつダブルアクションポンプがアウトドア用などに販売されている。
空気入れ
- 電動の空気充填機。
- フレームに取り付けられたフレームポンプ。

## 自転車用の空気入れ

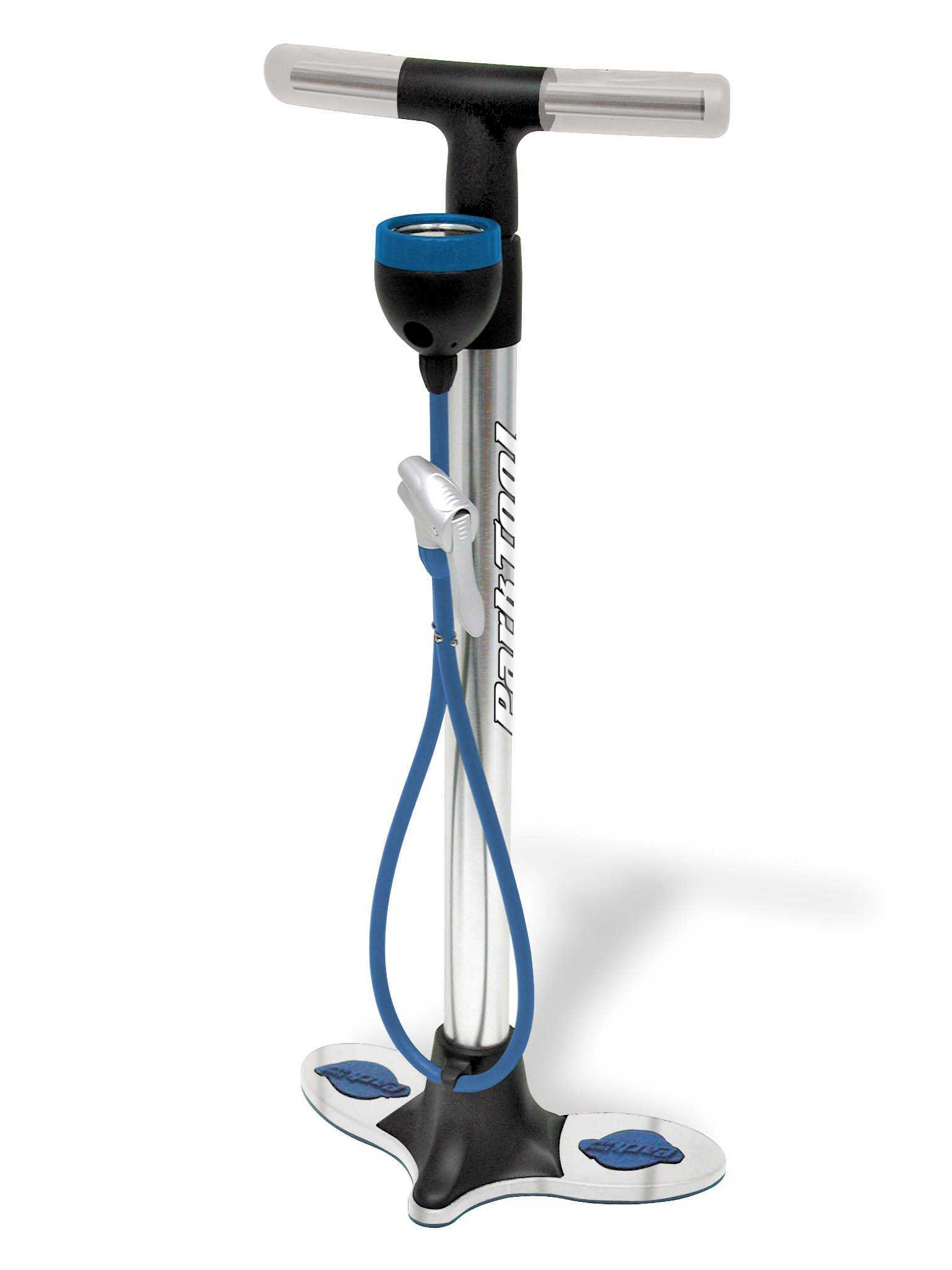
フートポンプ（フロアポンプ）

自転車に使用する空気入れを、日本ではJIS D9455『自転車用空気ポンプ』として規格が定められており、構造による分類からフレームポンプ、フートポンプ、ステップフートポンプの3種が規定されている。　また使用方法で分類すると、家庭などに置いておく大型のフートポンプ（フロアポンプとも）と、自転車旅行の際などに携行する小型なフレームポンプの2類に大分できる。
フートポンプ（フロアポンプ)
フロアポンプは大型で持ち運びには適さないが、快適に空気を高圧まで入れることができる。タイヤ内の空気圧を示すゲージが付いている製品も多く、これはさらに使いやすさが増す。

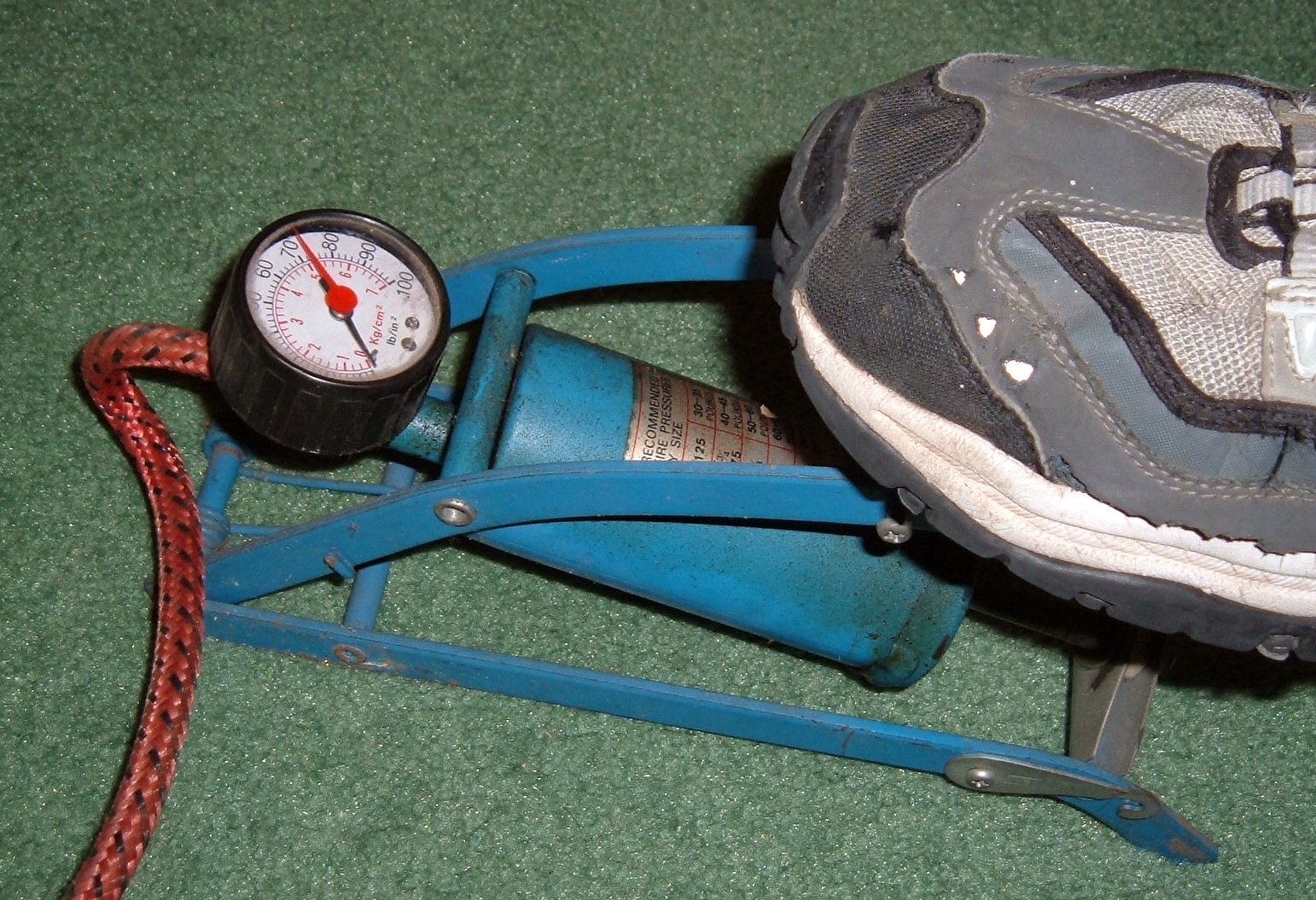
ステップフートポンプ
フートポンプの一種で、足踏み式になっているものを指す。

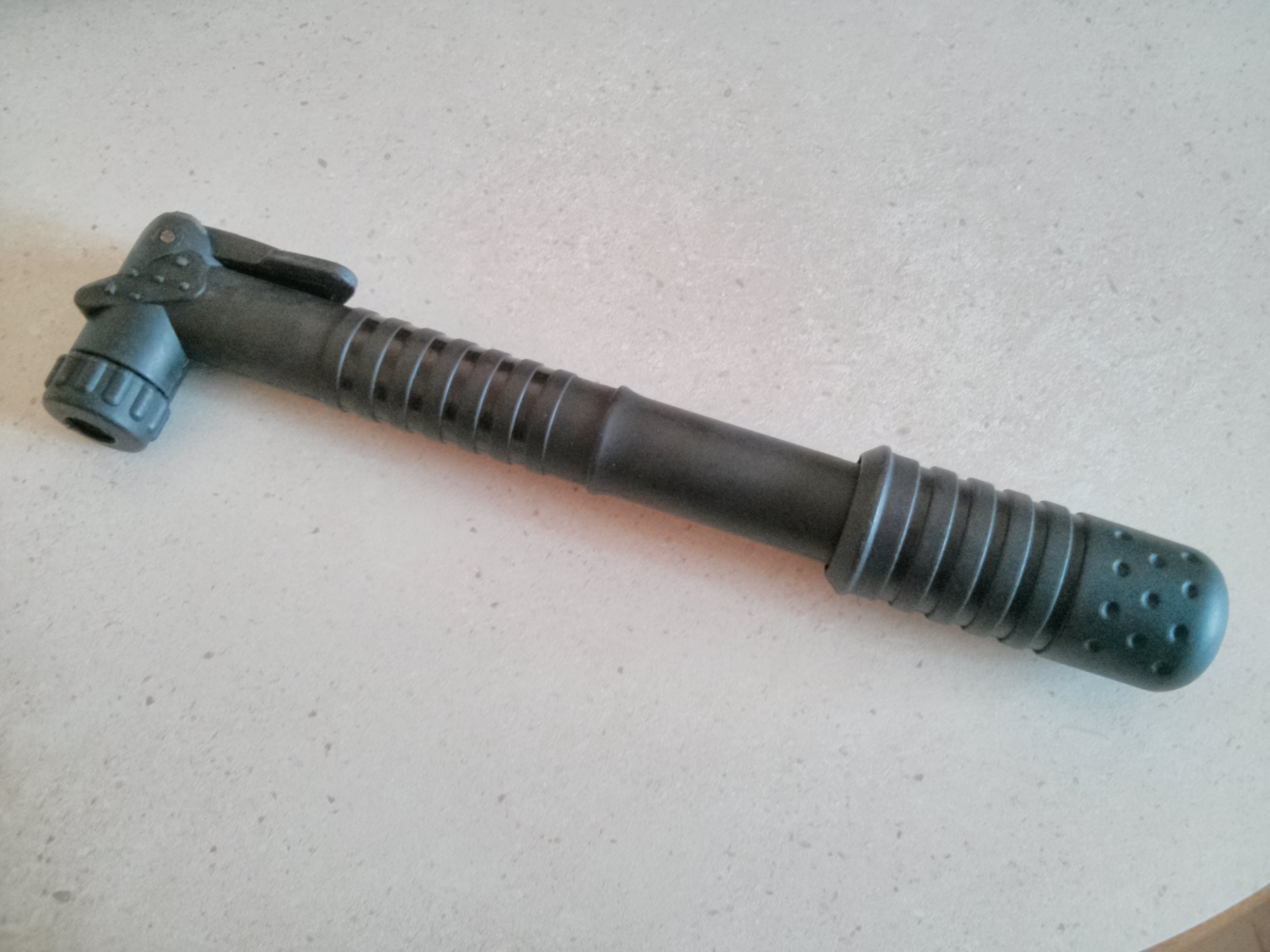
フレームポンプ
フレームポンプは小さく軽量で、携行に適している。使用する際には、両手を使って腕の力だけに頼る作業を強いられることから扱いにくく、タイヤの適正空気圧まで入れるにはかなりの苦労を強いられる。しかしパンクなどのトラブルが起きたときに、フレームポンプがないとその時点で走行不能になってしまうので、自転車で遠出をする場合には絶対必要な装備の一つ。ほとんどの製品は何らかの形でフレームに装着できるようになっているほか、バックに収納が可能なほどに小型化されたフレームポンプも存在する。
CO2ボンベ
CO2インフレーターとも呼ばれる、携帯用途に特化した空気入れ。前もって二酸化炭素が充填された小型ボンベと、バルブとボンベを繋ぐヘッドパーツの二つから成り、双方を合わせても大人の手にすっぽり収まるほどのサイズとなっている。使用方法はヘッドパーツにバルブ・ボンベをそれぞれ接続し、弁を切る事でボンベ内の二酸化炭素をチューブ内に一気に充填する。他のポンプと比べ殆ど労力を要さない上に短時間で空気を入れることが出来るが、一度使用したボンベに再度空気を入れる事は出来ないのでボンベ部分は使い捨てとなる。またヘッドパーツには計器類は付いていないので、充填中の空気圧を測る事も難しい。